# オシアン・エリス

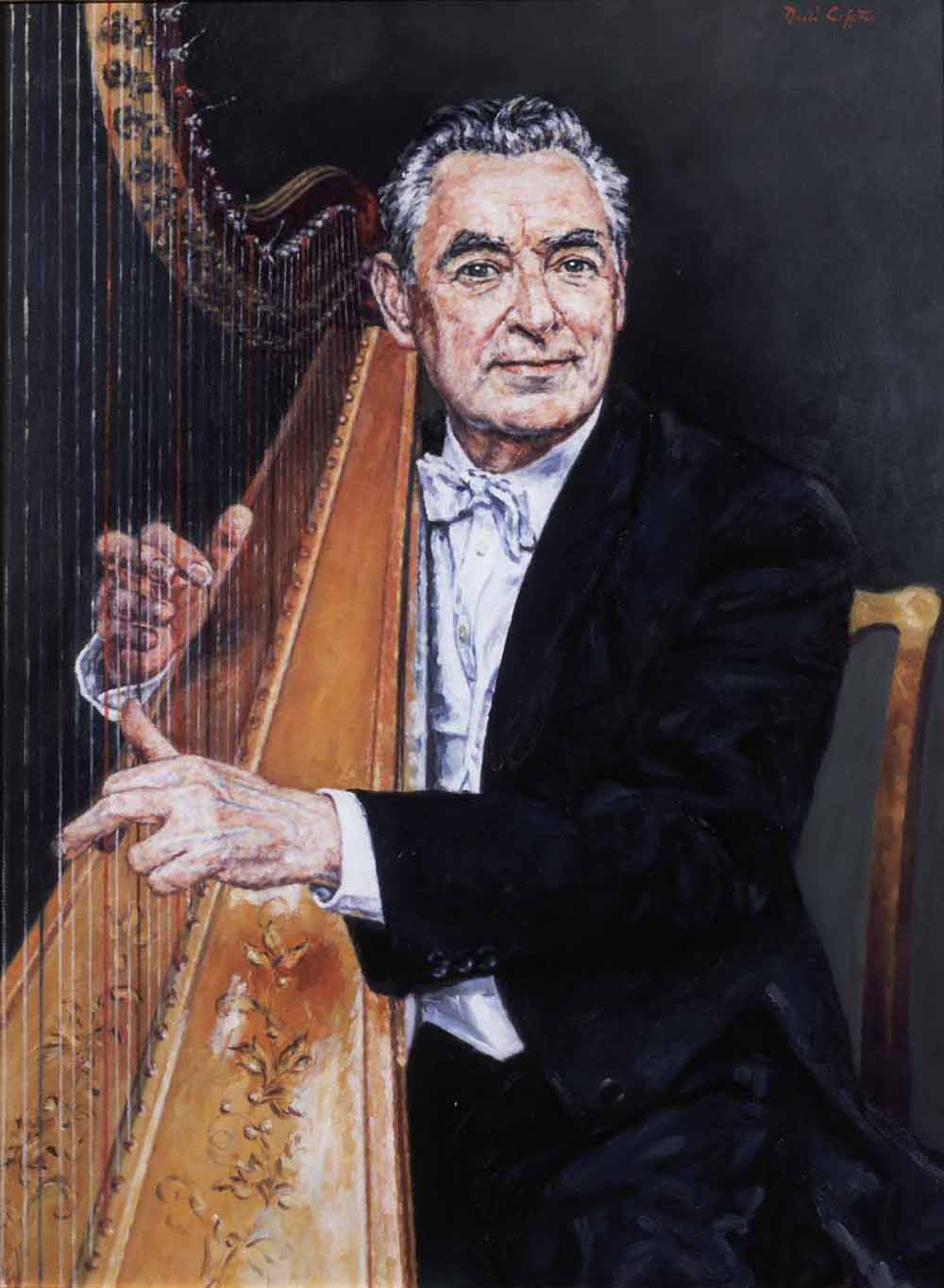
デヴィッド・グリフィスによる肖像画（1998年）

オシアン・グウィン・エリス（英: Osian Gwynn Ellis, 1928年2月8日 - 2021年1月6日）は、ウェールズ出身のハープ奏者。

## 生涯
ファンノングロアウの出身。10歳よりアルウェナ・ロバーツの下でハープを学ぶ。その後奨学金を得てロンドン王立音楽院でグウェンドリン・メイソンにハープを師事。1959年よりメイソンの後任教授として1989年まで奉職した。1961年よりロンドン交響楽団の首席ハープ奏者に就任する一方でメロス・アンサンブルにも参加し、自らの名前を冠したハープ・アンサンブルも主宰した。1971年にはCBEを叙勲。